# Mare Boreum
El cuadrángulo de Mare Boreum es uno de los 30 mapas cuadrangulares de Marte utilizados por el Programa de Investigación de Astrogeología del Servicio Geológico de los Estados Unidos (USGS). El cuadrángulo de Mare Boreum también se conoce como MC-1 (Carta de Marte-1). Su nombre deriva de una denominación anterior del Planum Boreum, una gran llanura que rodea el casquete polar.

## Características

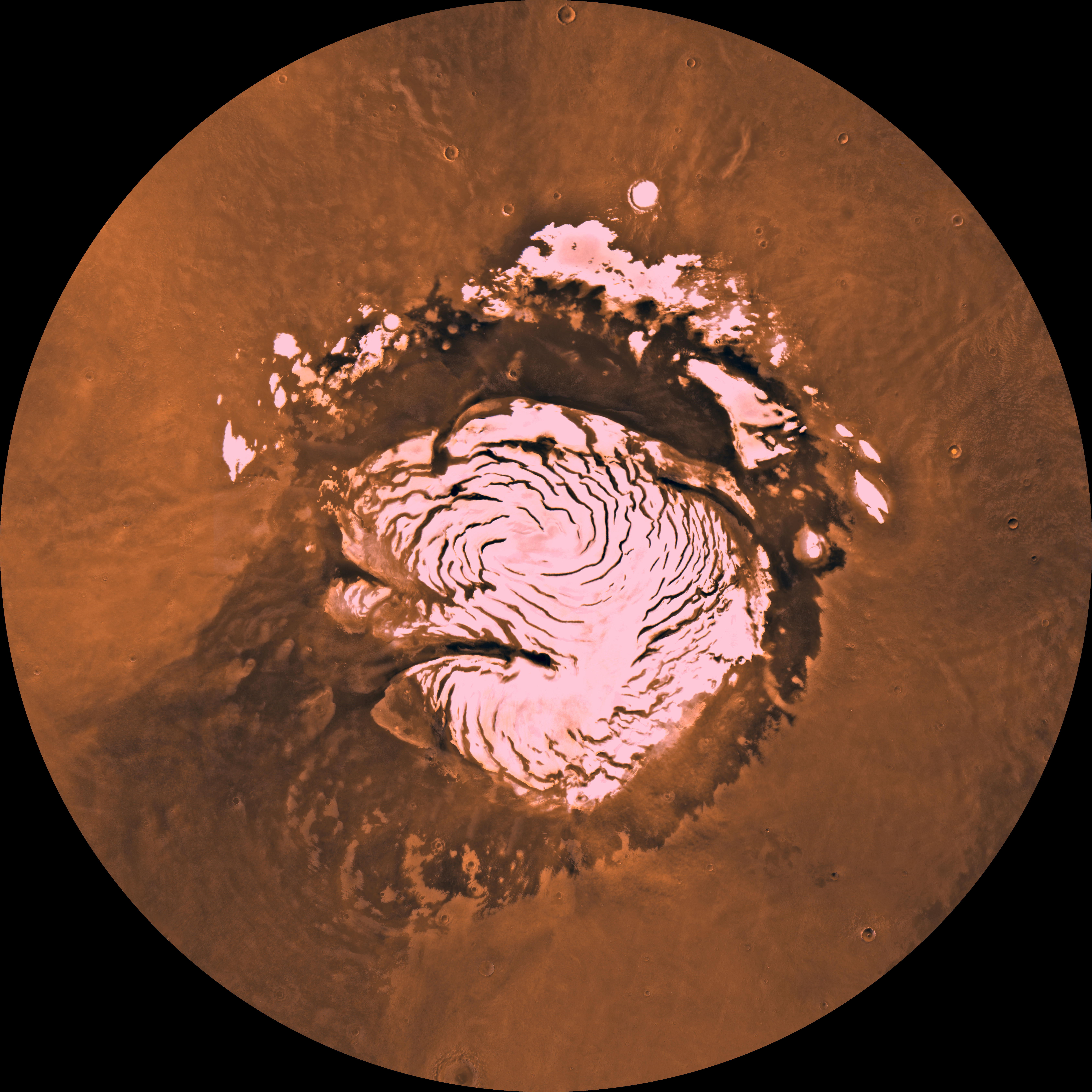
Imagen del Cuadrilátero Mare Boreum (MC-1). La región incluye la capa de hielo del Polo Norte, el cráter Korolev y Chasma Boreale.

El cuadrángulo cubre toda la superficie marciana situada al norte de los 65° de latitud. Incluye la capa de hielo del polo norte, que tiene un patrón de remolinos y es de aproximadamente 1.100 km de diámetro. El Mariner 9 descubrió en 1972 un cinturón de dunas de arena alrededor de los depósitos de hielo polar, que tiene 500 km de diámetro en algunos lugares y que podría tratarse del mayor campo de dunas del sistema solar. La capa de hielo está rodeada por las vastas llanuras de Planum Boreum y Vastitas Borealis.  Cerca del polo, hay un gran valle, Chasma Boreale, que puede haberse formado a partir del deshielo.
Otra posibilidad es que se originó por los fríos vientos procedentes del polo. Otro accidente destacado es una elevación suave, anteriormente llamada Olympia Planitia. En verano, se ve un anillo oscuro alrededor de la capa residual, causado principalmente por las dunas. El cuadrángulo incluye algunos cráteres muy grandes que destacan en el norte porque el área es suave con pocos cambios en la topografía. Estos grandes cráteres son Lomonosov y Korolev.